# Lacanobia grisescens
Lacanobia grisescens är en fjärilsart som beskrevs av Barend J. Lempke 1964. Lacanobia grisescens ingår i släktet Lacanobia och familjen nattflyn. Inga underarter finns listade i Catalogue of Life.